# Yakovlev AIR-3
Yakovlev AIR-3 là một loại máy bay cánh đơn hai chỗ của Liên Xô trong thập niên 1920, do Aleksandr Sergeyevich Yakovlev thiết kế chế tạo.

## Tính năng kỹ chiến thuật (AIR-3)
Dữ liệu lấy từ  The History of Soviet Aircraft from 1918
Đặc điểm tổng quát
- Kíp lái: 2
- Chiều dài: 11 m (36 ft 1 in)
- Sải cánh: 7.1 m (23 ft 3 in)
- Diện tích cánh: 16.5 m2 (178 ft2)
- Trọng lượng rỗng: 392 kg (864 lb)
- Trọng lượng có tải: 587 kg (1294 lb)
- Powerplant: 1 × Walter NZ-60, 45 kW (60 hp)

Hiệu suất bay
- Vận tốc cực đại: 146 km/h (91 mph)
- Tầm bay: 1835 km (1144 dặm)
- Trần bay: 4200 m (13776 ft)